# Life.ru
Life (auch L!FE, früher LifeNews) ist eine russische Nachrichtenwebsite, die Kreml-nahe Positionen vertritt und von der Holding News Media herausgegeben wird. Der Site hieß früher LifeNews und besaß einen eigenen, im Jahr 2016 eingestellten Fernsehsender. Der Standort der Redaktion befindet sich in Moskau. Life gehört dem russischen Großverleger Aram Gabreljanow, deren Gründer und CEO er auch ist.

## Hintergrund und Geschichte

### LifeNews
Life hieß zuerst LifeNews und wurde von dem Medienmogul Aram Gabreljanow gegründet, der ehemaliger Eigner der Tageszeitung Iswestija ist. 2009 wurde die Webseite LifeNews.ru aufgeschaltet. Die Erstausstrahlung des Fernsehkanals LifeNews war im September 2013. Der Fernsehsender wurde auf den Grundlagen von LifeNews.ru erschaffen. Der Sender erlangte Bekanntheit durch Kreml-treue Berichterstattung der Ereignisse im Donbass im Jahre 2014 und erzielte Einschaltquoten von bis zu 30 Millionen Zuschauern. Am 18. Mai 2014 wurden der LifeNews-Korrespondent Oleg Sidjakin und der Kameramann Marat Saitschenko in der Nähe von Kramatorsk in der Ukraine vom ukrainischen Geheimdienst SBU festgenommen. Die Organisation für Sicherheit und Zusammenarbeit in Europe (OSZE) hat die Übergangsregierung der Ukraine aufgefordert, die beiden Mitarbeiter freizulassen. Sie wurden vor dem 25. Mai 2014 freigelassen.
Der Fernsehsender LifeNews wurde 2014 in der Ukraine gesperrt.
Im August 2017 wurde der Fernsehsender geschlossen, da die Holding News Media beschloss, sich auf Streaming-Sendungen im Internet sowie auf die Publikation in den sozialen Netzwerken zu konzentrieren.

### Life.ru
LifeNews existierte bis am 7. April 2016 und wechselte dann ihren Namen in Life. Die Webseite Life.ru wurde im April 2016 aufgeschaltet.

## Desinformationskampagnen

### Hungersnot in der Schweiz
Im Hintergrund des russischen Überfalles auf die Ukraine und dem russischen Gasstopp veröffentlichte am 2. November 2022 das Nachrichtenportal einen Artikel und ein Video der in Lausanne lebenden russischen Journalistin Petrowa, in der behauptet wurde, die Schweiz bereite sich auf einen „Hungerwinter“ vor. In dem Video erklärt die Journalistin, dass dem Land in ein paar Tagen das Wasser und Strom ausgehen könnte und der öffentliche Verkehr eingestellt werden könnte. Als Beweis zeigt sie die Informationsbroschüre „Kluger Rat – Notvorrat“ des „Bundesamtes für Landesversorgung (BWL)“ mit der Behauptung, diese sei an die Schweizer Bevölkerung versandt worden.
Das BWL weist diese Behauptungen jedoch zurück und sagt, dass diese Broschüre vor Jahren gedruckt wurde und nichts mit dem aktuellen Winter zu tun hat. Diese wurde auch nie an die gesamte Schweizer Bevölkerung verschickt. Nach der Publikation des Artikels veröffentlichte die Journalistin eine Erklärung, in der sie die Unterstützung jeglicher Desinformationskampagnen gegen die Schweiz ablehne und dass sie „selbst ein Opfer russischer Propaganda sei“. Sie behauptete, ein ehemaliger Kollege habe sie gebeten, ein Video über die Broschüre zu machen, und sie habe nicht gewusst, dass das Video veröffentlicht werde.

### Angebliche US-Beteiligung am Anschlag auf Charlie Hebdo
In einer Sendung auf dem Fernsehkanal von LifeNews sagte ein regelmäßig wiederkehrender Gast und „politischer Experte“ Martynow, dass der Terroranschlag auf Charlie Hebdo in Paris von den Geheimdiensten der Vereinigten Staaten ausgeführt worden sei.